# Шалайкевич Марія Василівна
Марія Василівна Шалайкевич (нар. 6 січня 1954, с. Смільна, Дрогобицький район, Львівська область) — українська співачка, народна артистка України, композитор, солістка музичного гурту «Соколи».

## Життєпис
Закінчила музично-педагогічне училище[яке?], музичний факультет Дрогобицького педагогічного інституту імені Івана Франка.
Разом із Михайлом Мацялком співала в ресторанах Дрогобича та Трускавця в 1970—1980-х років.
У 1995 році авторки пісні «Соломія» — Анна Канич і Марія Шалайкевич — відзначені гран-прі на міжнародному фестивалі «Київський вернісаж».
У 1999 році за вагомий особистий внесок у розвиток українського пісенного мистецтва, високу виконавську майстерність Марії Шалайкевич присвоєне почесне звання «Народний артист України».